# Tenchu

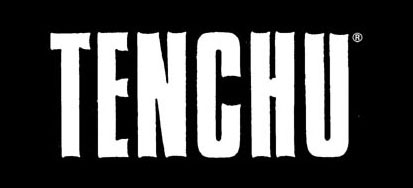
Logo da série Tenchu.

Tenchu (天誅, lit. "Castigo do Céu") é uma série de jogos eletrônicos do gênero stealth originalmente desenvolvidos pela Acquire, onde o jogador assume o papel de um ninja. O título em japonês traduz literalmente em português como: castigo do céu, com 天 (Ten), que significa o céu e 誅 (chu), que significa pena de morte, que é notável que uma tradução aproximada dessa frase, Wrath of Heaven (Ira do Céu) é o título do primeiro jogo da série para PlayStation 2, portanto, traduzindo para Heaven's Punishment: Wrath of Heaven (Castigo do Céu: Ira do Céu).

## Jogabilidade
A perspectiva do jogo é em terceira pessoa. Existem inúmeros itens para ajudar o ninja em sua missão, mas os itens desbloqueáveis pode ser adquirido se o jogador recebe uma Avaliação "Grande Mestre" no final do nível, por ser tão sigilosa quanto possível. Itens e controles variam de jogo para jogo, mas a jogabilidade é basicamente a mesma durante todo com exceção de Tenchu: Shadow Assassins. Stealth é um elemento muito importante no jogo, onde os jogadores têm de se agachar, o pato, e se esconder atrás das paredes para evitar a detecção. Os inimigos podem ser mortos com uma manobra usando Stealth Kills, eo jogador pode evitar a detecção, usando o medidor de Ki. Quanto maior o número, a posição do jogador, o mais perto de um inimigo. Se um jogador é avistado, o medidor de Ki ficará vermelho, o inimigo vai alertar a todos na área, eo jogador é forçado a lutar com mão-de-mão ou esconder em algum lugar até que os inimigos desistir de sua busca e retomar as suas rotas de patrulha ( similar ao Metal Gear Solid "Soliton Radar").

## História
A série se passa no século 16 feudal do Japão . A história original (Stealth Assassins) gira em torno de dois ninjas, Rikimaru e Ayame, que foram ambos membros do clã ninja Azuma desde a infância. Os dois ninjas servem ao Senhor Gohda e trabalham para ele como seus espiões secretos para acabar com a corrupção e recolha de informações em sua província. No entanto, o malvado feiticeiro demoníaco Lord Mei-Oh procura destruir Senhor Gohda , e usando seu guerreiro demônio Onikage causa estragos em toda província do Senhor Gohda. Apesar de Mei-Oh foi morto no primeiro jogo, Onikage apareceu em todos os jogos subseqüentes (exceto Fatal Shadows) como o arquiinimigo do ninja dois, especialmente Rikimaru. Outro grande personagem que aparece com freqüência é a Princesa Kiku, filha de Lord Gohda de que muitas vezes é uma donzela em perigo.

## Personagens
Os personagens principais do jogo são Rikimaru e Ayame. Rikimaru é um ninja alto, de cabelos grisalhos com uma Ninjato chamado "Izayoi" e uma cicatriz sobre o olho direito. Ele é fisicamente mais forte do que Ayame, mas relativamente mais lento. Ayame é uma ninja kunoichi ou mulher que se veste com roupas ninja padrão com seu umbigo exposto. Ela carrega um par de kodachi. Ela é rápida e pode executar combos mais de Rikimaru, mas é o mais fraco dos dois.

## Jogos
| Nome                                     | Lançamento | Platformas                                |
| ---------------------------------------- | ---------- | ----------------------------------------- |
| Tenchu: Stealth Assassins                | 1998       | PlayStation                               |
| Tenchu 2: Birth of the Stealth Assassins | 2000       | PlayStation                               |
| Tenchu: Wrath of Heaven                  | 2003       | PlayStation 2, Xbox, PlayStation Portable |
| Tenchu: Fatal Shadows                    | 2004       | PlayStation 2, PlayStation Portable       |
| Tenchu: Time of the Assassins            | 2005       | PlayStation Portable                      |
| Tenchu: Dark Secret                      | 2006       | Nintendo DS                               |
| Tenchu Z                                 | 2006       | Xbox 360                                  |
| Shadow Assault: Tenchu                   | 2008       | Xbox 360                                  |
| Tenchu: Shadow Assassins                 | 2008       | Wii, PlayStation Portable                 |